# Peter Sellars
Peter Sellars (Pittsburgh, 27 september 1957) is een Amerikaans theaterregisseur.
Hij staat bekend om zijn moderne producties van klassieke opera's en toneelstukken. Sellars doceert Art as Social Action en Art as Moral Action aan de Universiteit van Californië.

## Levensloop
Sellars doorliep de Phillips Academy en vervolgens de Harvard University, waar hij in 1981 afstudeerde. Hij maakte een poppenvoorstelling van Wagners Ring des Nibelungen en regisseerde een minimalistische productie van Tsjechovs Drie zusters met volgroeide berkenbomen. Sellars' productie van Antony and Cleopatra in het zwembad van Harvard's Adams House trok de aandacht van de pers, evenals de techno-industriële productie van King Lear met op het podium een Lincoln Continental. In zijn laatste studiejaar verzorgde hij een productie van Händels Orlando in het American Repertory Theatre in Cambridge, dat hem nationale bekendheid opleverde. Na het voltooien van zijn studie ging hij naar Japan, China en India voor verdere studies.
In 1983 en 1984 was Sellars regisseur bij de Boston Shakespeare Company. Een van zijn invloedrijke producties was Pericles, Prince of Tyre. In 1983 ontving hij een MacArthur Foundation Award. In 1984, op zijn zesentwintigste, werd hij aangesteld als regisseur en manager van het American National Theater in Washington.
Verder was Sellars in 1990 en 1993 artistiek directeur van het Los Angeles Festival, waar hij onder meer werken van regisseur Reza Abdoh en toneelschrijver Frank Ambriz voor het voetlicht bracht.
Sellars zette een serie Mozart-opera's op het toneel: Così fan tutte (als een diner op Cape Cod), Le nozze di Figaro (dat zich afspeelde in een luxeappartement van de Trump Tower in New York) en Don Giovanni (in Spanish Harlem in New York). De producties werden lovend ontvangen, werden door PBS op televisie uitgezonden en later ook in Europa opgevoerd.
Sellars' eerste speelfilm, The Cabinet of Dr. Ramirez, was een stomme film in kleur met Joan Cusack, Peter Gallagher, Ron Vawter en Michail Barysjnikov. Hij werkte ook mee aan de film King Lear van Jean-Luc Godard als scenarioschrijver en acteur.
Sellars werd gevraagd voor producties op de Salzburger Festspiele en het Glyndebourne Festival, waar hij diverse hedendaagse opera's op het toneel zette, zoals St. François d'Assise van Olivier Messiaen, Mathis der Maler van Paul Hindemith, Le Grand Macabre van György Ligeti en (in samenwerking met choreograaf Mark Morris) de première van Nixon in China en The Death of Klinghoffer van John Adams en Alice Goodman. Andere projecten waarbij hij betrokken was, zijn de opera Giulio Cesare en het oratorium Theodora van Händel, L'Histoire du soldat van Stravinsky met het Los Angeles Philharmonic gedirigeerd door Esa-Pekka Salonen, en I Was Looking at the Ceiling and Then I Saw the Sky van John Adams.
In 1999 kreeg Sellars de Erasmusprijs voor zijn werk waarin hij Europese en Amerikaanse culturele tradities in opera en theater combineerde.
Een van Sellars' naaste muzikale partners is componist John Adams. Sellars regisseerde zijn Doctor Atomic voor de San Francisco Opera, De Nederlandse Opera en de Lyric Opera of Chicago. Deze opera over het vervaardigen van de atoombom kreeg wisselende kritieken. In 2006 regisseerde hij de première van John Adams' opera A Flowering Tree in Wenen.
In 2016 regisseerde Sellars voor De Nationale Opera de recent gecomponeerde opera Only the Sound Remains van de Finse componiste Kaija Saariaho. In 2019 regisseerde hij, eveneens in Amsterdam, Girls of the Golden West, de wereldpremière van een opera op muziek van John Adams en met een libretto van Sellars.
Sellars, die tegenstellingen en controverse niet uit de weg gaat, wordt vaak bekritiseerd omdat hij te ver af zou staan van de oorspronkelijke bedoelingen van de componist. György Ligeti was ernstig ontsteld door Sellars' productie uit 1997 van zijn Le Grand Macabre op de Salzburger Festspiele. Anderzijds heeft Kaija Saariaho gezegd dat Sellars' ontwerp voor haar opera L'amour de loin uit 2000 in harmonie was met haar verbeelding over hoe de set eruit zou moeten zien.
In 2014 werd de Polar Music Prize aan hem toegekend.